# سیارک ۳۰۷۲۴
سیارک ۳۰۷۲۴ (به انگلیسی: 30724 Peterburgtrista، نامگذاری:1978SX2) سی هزار و هفتصد و بیست و چهارمین سیارک کشف شده‌است که در ۲۶ سپتامبر ۱۹۷۸ کشف شد.